# توری دل بناکو
توری دل بناکو (به ایتالیایی: Torri del Benaco) یک کومونه در ایتالیا است که در استان ورونا واقع شده‌است.

## خصوصیات
توری دل بناکو ۵۱٫۴ کیلومترمربع مساحت و ۲٬۹۶۳ نفر جمعیت دارد و ۶۷ متر بالاتر از سطح دریا واقع شده‌است.